# Воронов (Ставропольский край)
Во́ронов — хутор в составе Предгорного района (муниципального округа) Ставропольского края России.

## Этимология
Назван по фамилии землеустроителя, который в 1921 году отводил земли для членов товарищества по совместной обработке земли.

## География
Расположен в 128 км к юго-востоку от краевого центра и в 21 км к северо-востоку от районного центра.

## История
Дата основания: 1922 год:8.
До 16 марта 2020 года входил в состав муниципального образования «Сельское поселение Пригородный сельсовет».

## Население
| 1925 | 1926 | 1989 | 2002 | 2010 | 2014 |
| ---- | ---- | ---- | ---- | ---- | ---- |
| 121  | ↗131 | ↗270 | ↗284 | ↗339 | ↘300 |

По данным переписи 2002 года, в национальной структуре населения преобладают русские (84 %).

## Объекты археологического и культурного наследия
Памятники археологии
Согласно Постановлению главы администрации Ставропольского края
| Название                                  | Временной период  | Место положение                     |
| ----------------------------------------- | ----------------- | ----------------------------------- |
| 831. Остатки мощеной дороги «Вороновской» | I — II тыс. н. э. | 1 — 1,5 км восточнее хутора Воронов |

Памятники истории 
- Братская могила советских воинов, погибших в борьбе с фашистами. 1942—1943, 1950 года[14]

## Уличная сеть
| - Улица Декабрьская - Улица Лесная - Улица Медовая - Улица Мира | - Переулок Мира - Улица Октябрьская - Переулок Садовый | - Переулок Мира - Улица Октябрьская - Переулок Садовый |  |  |

## Кладбище
В границах хутора находится общественное открытое кладбище площадью 18 134 м² (ул. Мира, 111).